# Muscat de Rivesaltes

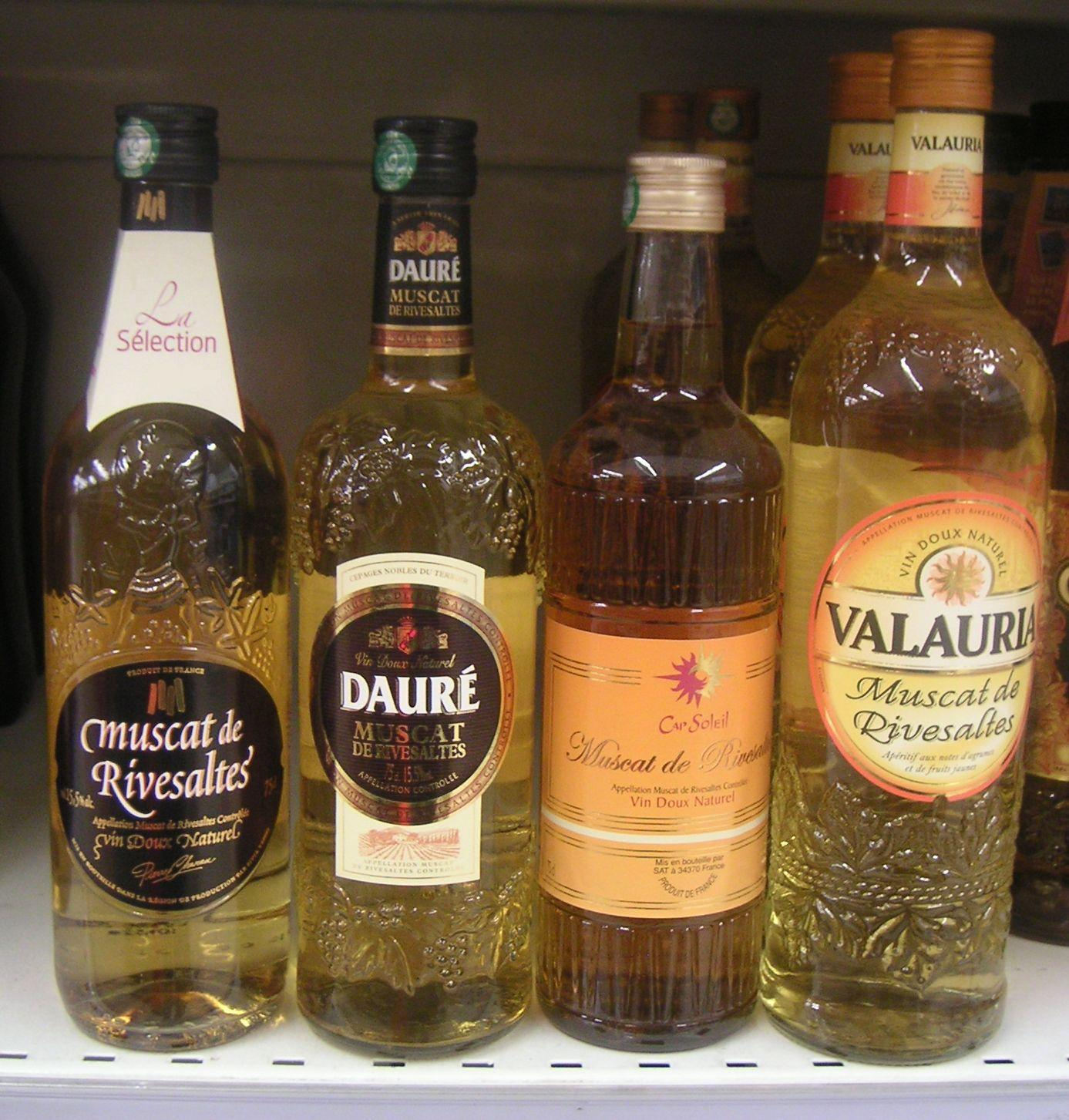
Muscat de Rivesaltes

Muscat de Rivesaltes is een versterkte, zoete, witte Franse dessertwijn uit de Rousillon. Deze soort wijn wordt ook wel vin doux naturel genoemd.

## Kwaliteitsaanduiding
Muscat de Rivesaltes heeft sinds 1972 een AOC-AOP-status.

## Toegestane druivensoorten
Muscat Petits Grains en Muscat of Alexandria.

## Gebied
De appellatie omvat meer dan 90 dorpen in het departement Pyrénées-Orientales en 9 dorpen in Aude. In het oosten wordt het gebied begrensd door de Middellandse Zee, in het zuiden door Spanje en in het westen door de uitlopers van de Canigou.

## Opbrengst en productie
- Areaal is 4.401 ha (2009).
- Opbrengst mag niet meer dan 30 hl/ha bedragen.
- Productie is 120.000 hl (2009).